# لورنزو کلمبینی
لورنزو کلمبینی (انگلیسی: Lorenzo Colombini؛ زادهٔ ۱۷ ژانویهٔ ۲۰۰۱) بازیکن فوتبال است.
وی همچنین در تیم‌های ملی فوتبال زیر ۱۵ سال ایتالیا، زیر ۱۸ سال ایتالیا، و زیر ۱۹ سال ایتالیا بازی کرده‌است.